# Anchos de 2 pies y de 600 mm

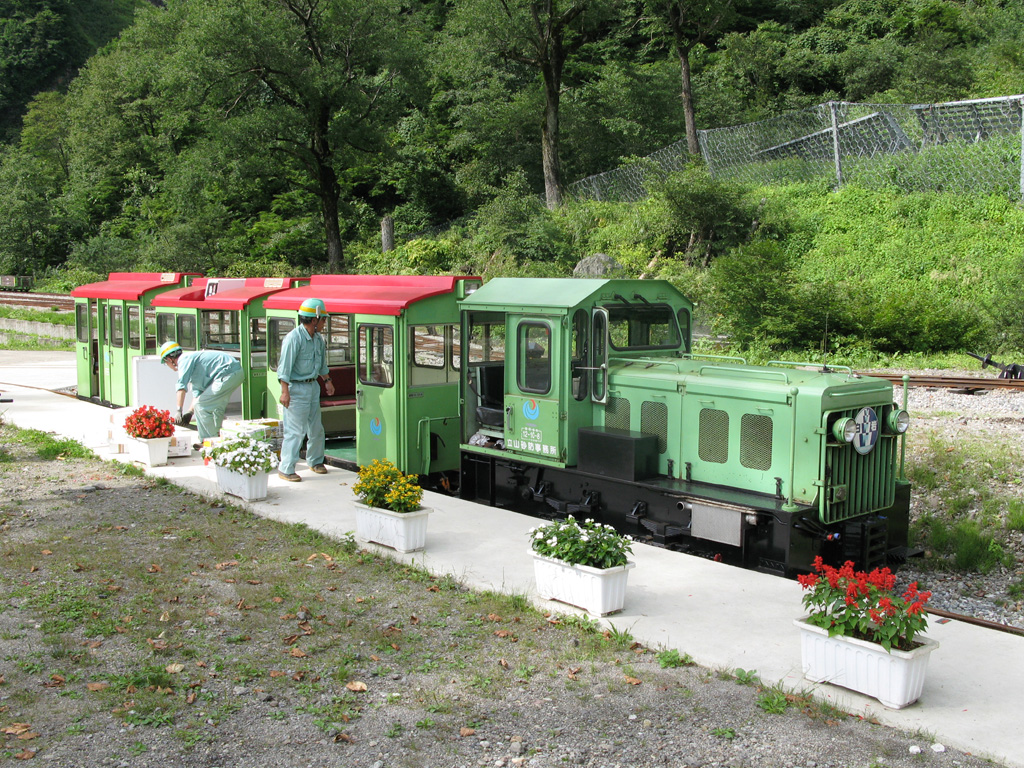
El Tren de Trabajos de Control de la Erosión Tateyama Sabō en Japón

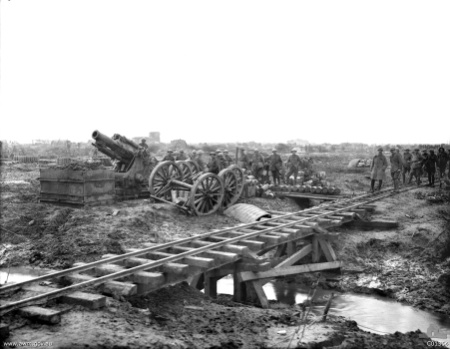
Primera Guerra Mundial: un obús BL de 9.2 pulgadas (con sus proyectiles alineados en el suelo), recién descargado desde un tren de trincheras, cuyas vías aparecen en primer plano

Los anchos de vía de dos pies y de 600 mm (con medidas de 2 pies (610 mm) y de 600 mm (1' 113/5") respectivamente), son los más habituales entre los ferrocarriles de vía estrecha más pequeños. Existen otros anchos de vía similares menos comunes, como 23 3/4 plg (603 mm)  y 23 1/2 plg (597 mm), aunque a efectos estadísticos se contabilizan en el mismo grupo que las vías de 2 pies y de 600 mm.
Durante casi un siglo, la empresa francesa Decauville realizó por todo el mundo más de 5000 instalaciones de este tipo de vías (preferentemente de 600 mm de ancho, pero también de 500 mm y de 400 m), con la particularidad de que podían ejecutarse con elementos de vía prefabricados muy ligeros. Estos ferrocarriles cubrían una amplia gama de necesidades, abarcando actividades agrícolas, industriales, mineras, portuarias, militares o incluso de transporte de viajeros.
En la actualidad, solamente cuatro países cuentan con trayectos relevantes inventariados: Sudán (1400 km), Angola (123 km), Fiyi (597 km), y España (4 km). La longitud total de este tipo de vías se estima en unos 1800 km.

## Visión general

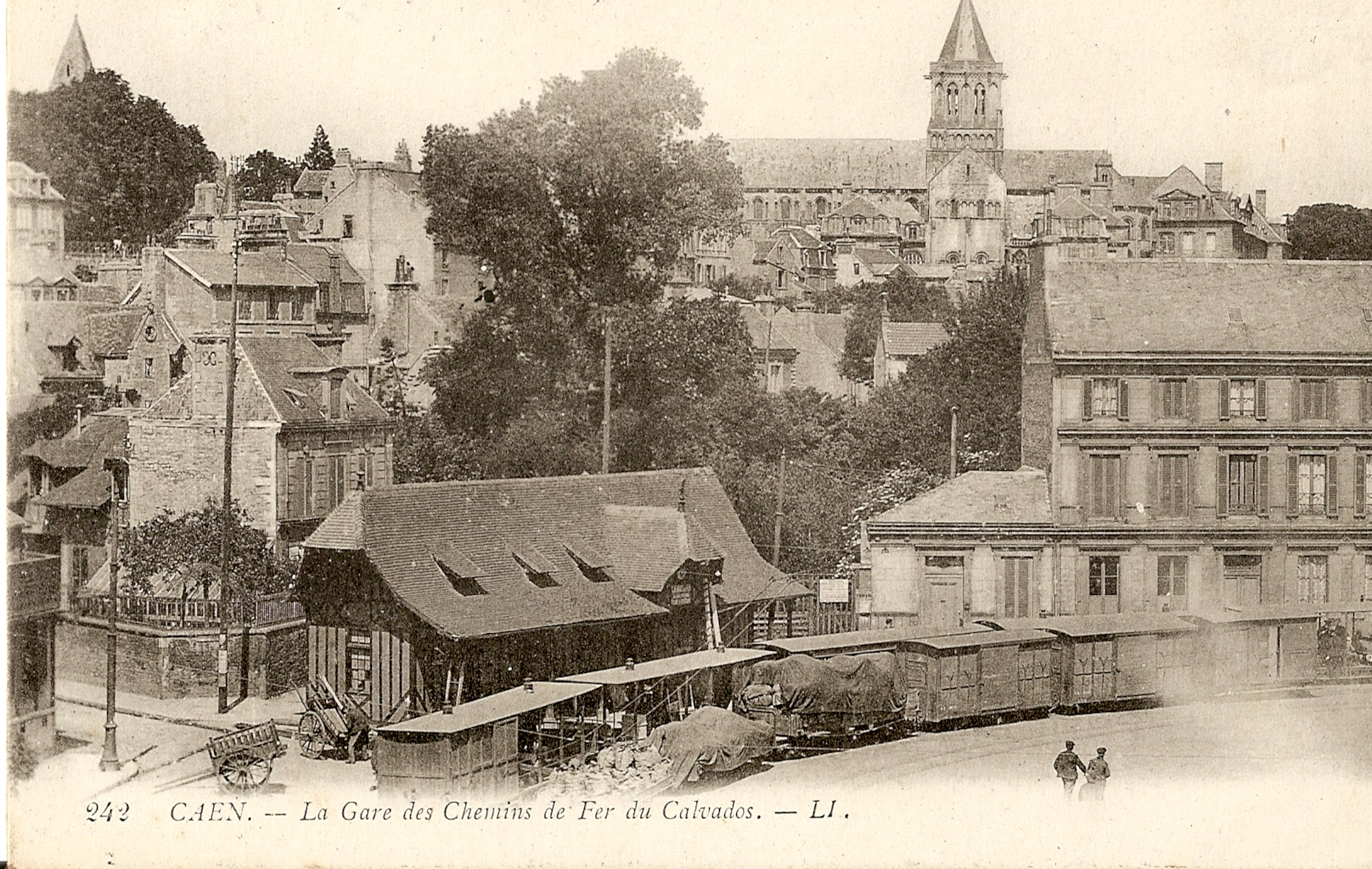
La estación de Caen de los Ferrocarriles de Calvados en Francia

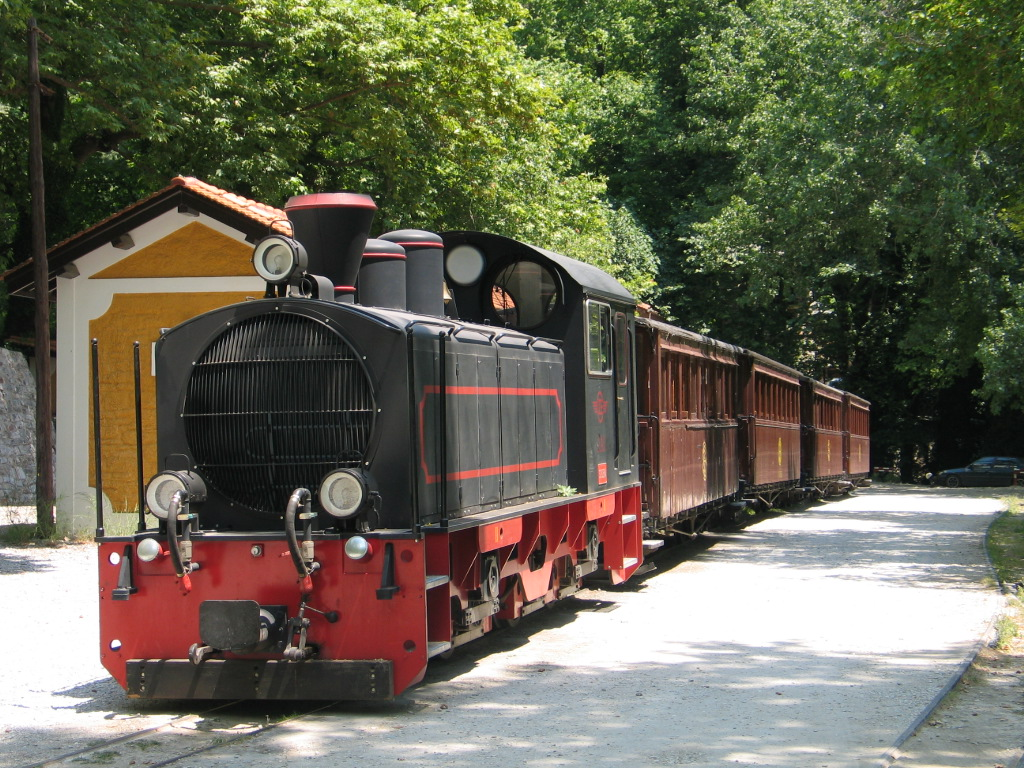
Una locomotora de vapor dieselizada Schöma, utilizada en recorridos especiales del Ferrocarril de Pelion en Grecia

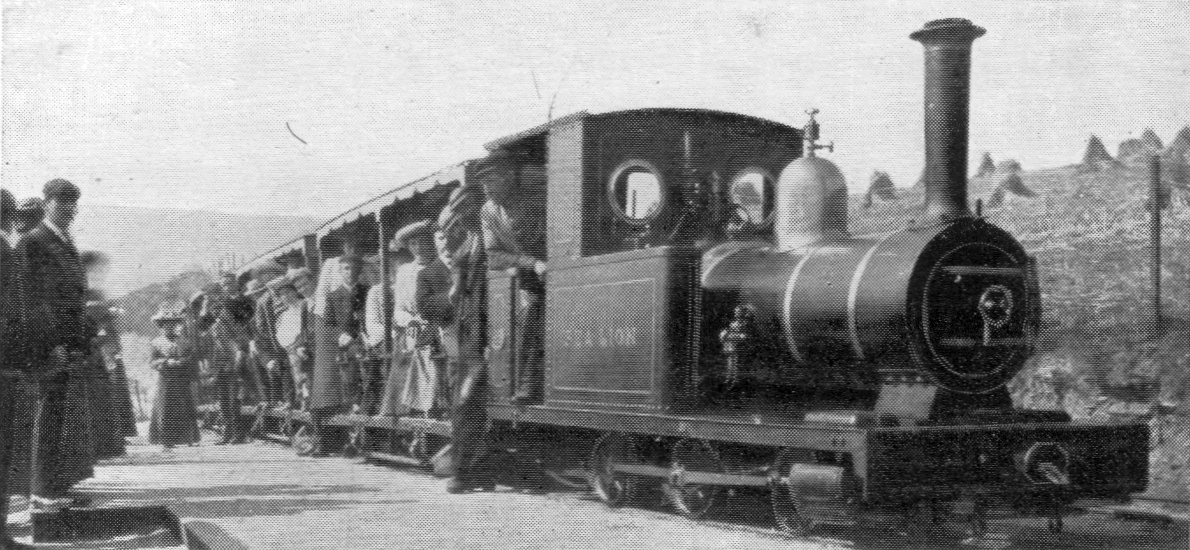
La locomotora Sea Lion del Ferrocarril Groudle Glen, en la Isla de Man (hacia 1910)

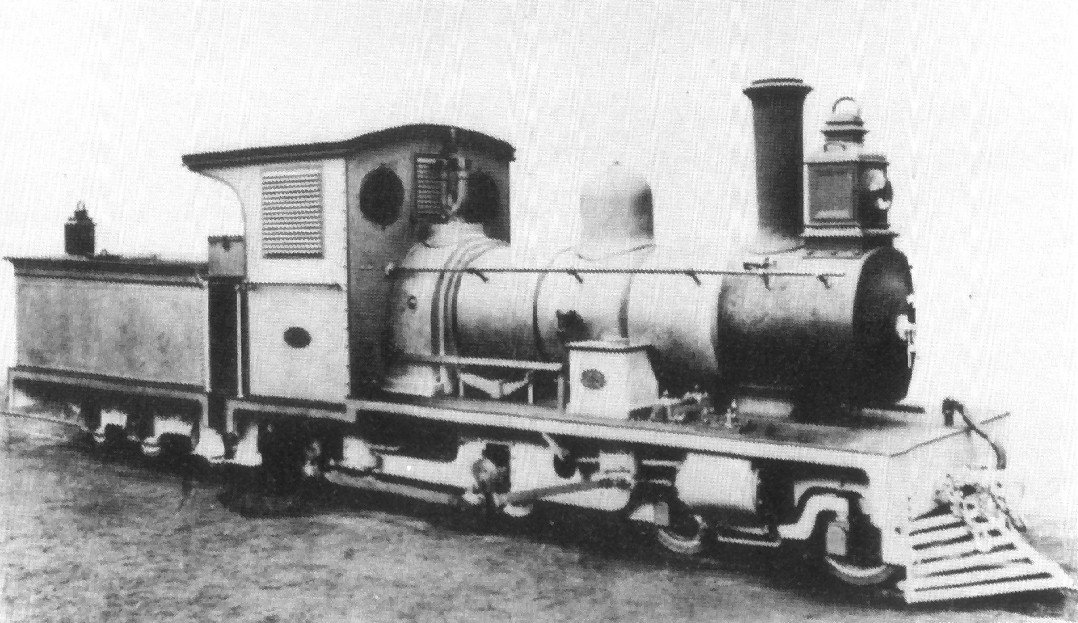
Corporación del Ferrocarril de Beira Clase F4 No. 38 en Mozambique

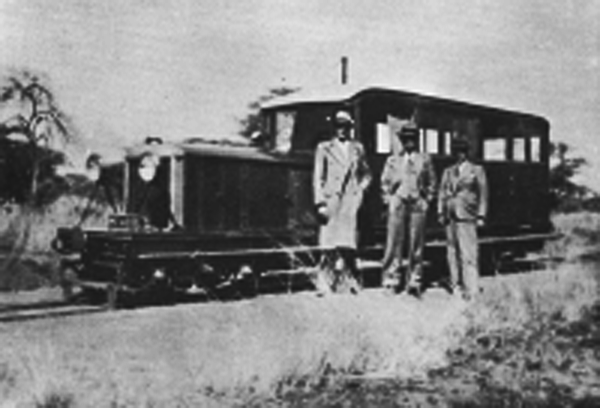
El autorraíl de gasolina Crown Prince de la Compañía Minera y Ferroviaria de Otavi en África del Sudoeste (actual Namibia). Este autorraíl podía alcanzar una velocidad de por hora

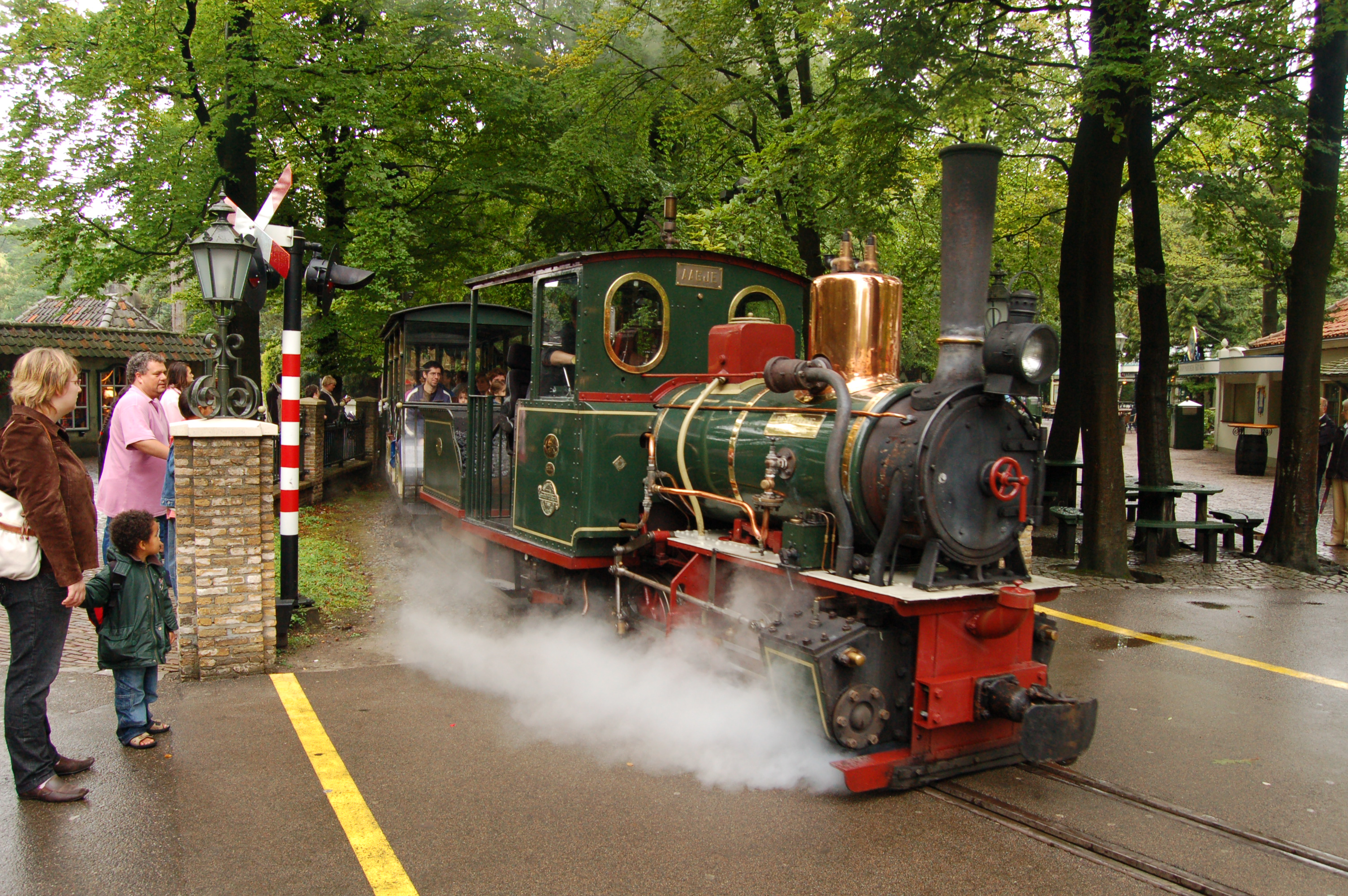
La Compañía del Tren de Vapor de Efteling, ubicada en Efteling (Países Bajos), opera algunas locomotoras que tienen más de un siglo de antigüedad

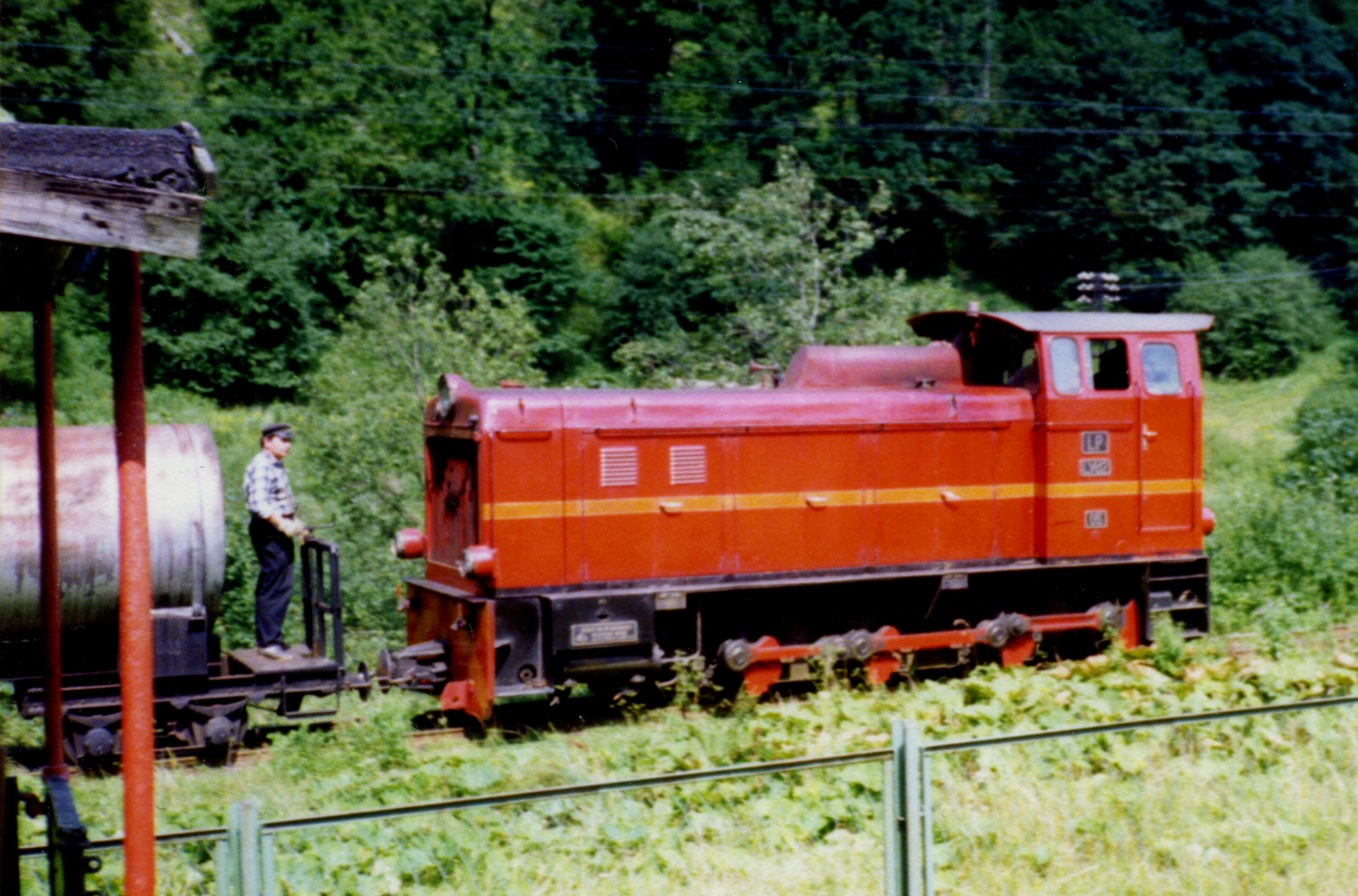
Locomotora Lyd2 construida por los Talleres Ferroviarios 23 de Agosto (FAUR) (Rumanía)

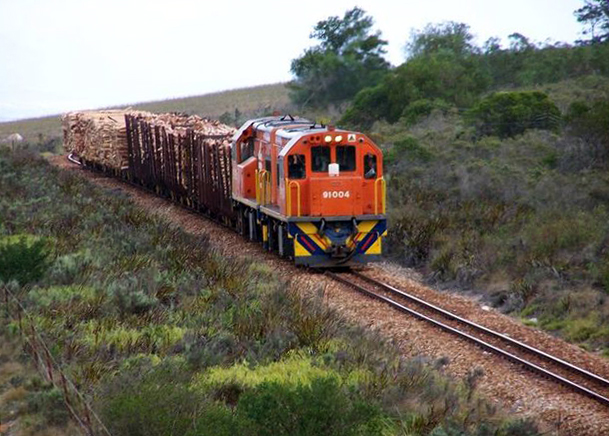
Una locomotora Spoornet Clase 91-000 en el Ferrocarril de Avontuur en Sudáfrica

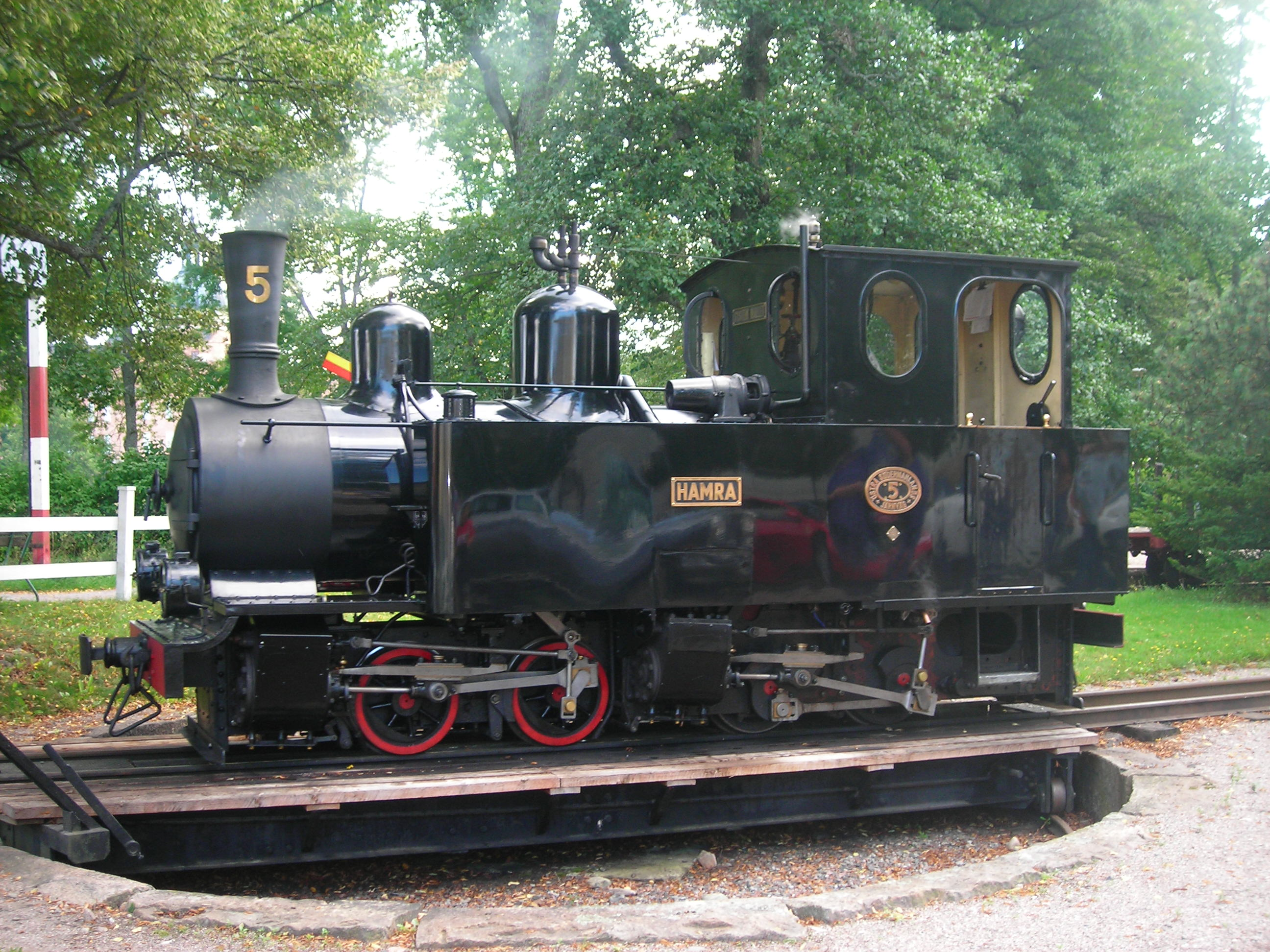
Una locomotora y plataforma giratoria en el Östra Södermanlands Järnväg, en Suecia

La mayoría de estas líneas son recorridos turísticos, y a menudo se trata de ferrocarriles patrimoniales o líneas industriales, como el Ferrocarril de Festiniog en Gales y el Ferrocarril de Vía Estrecha de Cripple Creek y Victor Narrow en Colorado. 
Los ferrocarriles de trinchera de la Primera Guerra Mundial produjeron la mayor concentración de vías de ferrocarril de 600 mm (1' 113/5")  de ancho hasta la fecha. En Francia, la Línea Maginot y la Línea Alpina, diseñadas para evitar una invasión alemana en el período anterior a la Segunda Guerra Mundial, disponían vías fijas de este ancho para los ferrocarriles que debían atender las rutas de suministro interiores de estas enormes construcciones. 
Australia tiene más de 4000 kilómetros (2485,5 mi) de vías de 2 pies (610 mm) dedicadas al transporte de la caña de azúcar en las plantaciones de las zonas costeras de Queensland, que transportan más de 30 millones de toneladas de este producto cada año. 
Muchas vías tanto de dos pies como de 600 mm se utilizan en parques de atracciones y en parques temáticos de todo el mundo. 

## Intercambio de material rodante
El intercambio de material rodante entre estos dos tipos de vía similares se produce ocasionalmente, y por ejemplo, las Locomotoras Sudafricanas Clase NG15 2-8-2 inicialmente circularon sobre vías de 600 mm (1' 113/5"). El material móvil de la Compañía Minera y Ferroviaria de Otavi, en África del Sudoeste, fue transferido a los ferrocarriles de 2 pies de ancho en Sudáfrica, y actualmente, algunas locomotoras supervivientes se conservan en Gales, circulando por las vías de 23 1/2 plg (597 mm) del Ferrocarril de las Tierras Altas de Gales, y por las vías de 23 3/4 plg (603 mm) del Ferrocarril de Brecon Mountain. 

## Instalaciones
| País/Territorio          | Ferrocarril | Ancho de vía                                                                  |
| ------------------------ | --- | ----------------------------------------------------------------------------- |
| Albania                  | Artículo principal: Ferrocarriles de vía estrecha en Albania | 600 mm (1' 113/5")                                                            |
| Angola                   | - Ferrocarril de Namibia (ancho convertido a 3 pies 6 plg (1067 mm)) (en funcionamiento) - Línea Porto Amboim-Gabela (desaparecida) | 600 mm (1' 113/5")                                                            |
| Argentina                | - Ferrocarril Económico Correntino (desaparecido) - Tranvía Paseo con Ciencia (en funcionamiento) - Tren Ecológico de la Selva (en funcionamiento) - República de los Niños (en funcionamiento) - Ferrocarril de la prisión de Ushuaia (reconstruido como el ancho 500 mm (1' 7,70") Tren del Fin del Mundo) (en funcionamiento) - Diversos ferrocarriles de construcción, minería y agricultura (desaparecido) | 600 mm (1' 113/5")                                                            |
| Australia                | Artículo principal: Ferrocarriles de dos pies de ancho en Australia | 2 pies (610 mm)                                                               |
| Austria                  | Artículo principal: Ferrocarriles de vía estrecha en Austria | 600 mm (1' 113/5")                                                            |
| Bielorrusia              | - Ferrocarriles de vía estrecha en Bielorrusia | 600 mm (1' 113/5")                                                            |
| Bélgica                  | - MusicXpress (ubicado en Walibi Belgium) (en funcionamiento) | 2 pies (610 mm)                                                               |
| Bélgica                  | - Sourbrodt - Elsenborn Camp; 3.2 km (desaparecido) - Stoomcentrum Maldegem (también hay líneas de ancho estándar) (en funcionamiento) | 600 mm (1' 113/5")                                                            |
| Brasil                   | - Ferrocarril Perus-Pirapora (en funcionamiento) - Ferrocarril de São Mateus (desaparecido) | 600 mm (1' 113/5")                                                            |
| Brunéi                   | Artículo principal: Transporte en Brunéi | 2 pies (610 mm)                                                               |
| Bulgaria                 | Artículo principal: Ferrocarriles de vía estrecha en Bulgaria | 600 mm (1' 113/5")                                                            |
| Burundi                  | - Ferrocarril del Puerto de Buyumbura (desaparecido) | 600 mm (1' 113/5")                                                            |
| Camboya                  | - Ferrocarril de Phnom Krom (desaparecido) | 600 mm (1' 113/5")                                                            |
| Canadá                   | - Ferrocarril de Assiniboine (ubicado en el Assiniboine Park) (en funcionamiento) - Tren de Centreville (ubicado en el Centreville Amusement Park) (en funcionamiento) - Ferrocarril Columbia Cranberries (estado operativo desconocido) - Ferrocarril de Erie Peat; 3 kilómetros (1,9 mi) (desaparecido) - Ferrocarril de Fort George (ubicado en Exploration Place Museum and Science Centre) (en funcionamiento) - Ferrocarril del Zoo de la Gran Vancouver (ubicado en el Zoológico de la Gran Vancouver) (en funcionamiento) - Ferrocarril de Port Elgin y North Shore; 1,6 kilómetros (1 mi) (en funcionamiento) - Ferrocarril de construcción Sooke Flowline (acueducto); 44 kilómetros (27,3 mi), (desaparecido) - Wildlife Express (ubicado en BC Wildlife Park) (en funcionamiento) | 2 pies (610 mm)                                                               |
| Camerún                  | - Sociedad Agrícola Victoria de África Occidental (desaparecido) | 600 mm (1' 113/5")                                                            |
| República Centroafricana | - Ferrocarril Zinga-Mongo (desaparecido) | 600 mm (1' 113/5")                                                            |
| Chile                    | - Ramal Chillán - Recinto (desaparecido) - Ferrocarril de Chiloé (desaparecido) - Ferrocarril Militar de Puente Alto al Volcán (desaparecido) - FC del Cajón del Maipó (sección restaurada) - Ramal Linares-Colbún (desaparecido) | 600 mm (1' 113/5")                                                            |
| China                    | Artículo principal: Ferrocarriles de vía estrecha en China | 600 mm (1' 113/5")                                                            |
| Comoras                  | - Sociedad Comoras Bambaoa (desaparecido) | 600 mm (1' 113/5")                                                            |
| República Checa          | - Werkbahn Kateřina; 15 km (en funcionamiento) - Ferrocarril agrícola de Kolínská; 10.6 km (en funcionamiento) - Ferrocarril de vía estrecha de Mladějov 10.5 km (en funcionamiento) - Museo de Ferrocarriles Industriales (Zbýšov, República Checa) 2.7 km (en funcionamiento) (convertido del ancho estándar) | 600 mm (1' 113/5")                                                            |
| R. D. del Congo          | - Línea de Mayumbe (convertida al ancho de 2 pies (610 mm)) (cerrada) - Línea Vicicongo (estado operativo desconocido) | 600 mm (1' 113/5")                                                            |
| Dinamarca                | Artículo principal: Ferrocarriles de vía estrecha en Dinamarca | 600 mm (1' 113/5")                                                            |
| Egipto                   | - Ferrocarriles azucareros en Kurna (en funcionamiento) | 2 pies (610 mm)                                                               |
| Eritrea                  | - Ferrocarril de transporte de potasa (desaparecido) | 600 mm (1' 113/5")                                                            |
| Estonia                  | - Ferrocarril de turba en Nurme | 600 mm (1' 113/5")                                                            |
| Islas Malvinas           | - Ferrocarril Camber (desaparecido) | 2 pies (610 mm)                                                               |
| Fiyi                     | Artículo principal: Transporte ferroviario en Fiyi | 2 pies (610 mm)                                                               |
| Finlandia                | Artículo principal: Ferrocarriles de vía estrecha en Finlandia | 600 mm (1' 113/5")                                                            |
| Francia                  | Artículo principal: Ferrocarriles de vía estrecha en Francia | 600 mm (1' 113/5")                                                            |
| Alemania                 | Artículo principal: Ferrocarriles de 600 mm de ancho en Alemania | 600 mm (1' 113/5")                                                            |
| Grecia                   | - Ferrocarril de Pelion (también están presentes líneas de ancho mixto con vía de 1000 mm (3' 32/5")) (en funcionamiento) - Algunas líneas industriales (estado operativo desconocido) - Ferrocarriles militares de la Primera Guerra Mundial (desaparecido) | 600 mm (1' 113/5")                                                            |
| Groenlandia              | - Qoornoq X-press (desaparecido) | 600 mm (1' 113/5")                                                            |
| Guatemala                | - Transcostero (ubicado en Xetulul) (en funcionamiento) | 2 pies (610 mm)                                                               |
| Hong Kong                | - Ferrocarril Sha Tau Kok (desaparecido) | 2 pies (610 mm)                                                               |
| Hungary                  | - Ferrocarril del Museo de Kemence Forest - Ferrocarril Forestal de Almamellék - Varios otros ferrocarriles mineros e industriales, la mayoría de ellos desaparecidos | 600 mm (1' 113/5")                                                            |
| Islandia                 | - Ferrocarril de la Granja de Korpúlfsstaðir (desaparecido) | 600 mm (1' 113/5")                                                            |
| India                    | - Ferrocarril Darjeeling del Himalaya (en funcionamiento) - Ferrocarril de Matheran Hill (en funcionamiento) - Ferrocarril Ligero de Gwalior (en funcionamiento) | 2 pies (610 mm)                                                               |
| Indonesia                | - Ferrocarriles de caña de azúcar en Java (isla) en Cepiring (desaparecido), Jatibarang (en funcionamiento), Jatiwangi (en desuso), Jatiwarna (Bekasi) (en desuso), Kalijereng (Yakarta Oriental) (en desuso), Pandji (en funcionamiento), Pangka (en funcionamiento), Soedhono ( operativo), Sragi (operativo), Sukamakmur (Bogor) (desaparecido) y Tulangan (operativo) | 600 mm (1' 113/5")                                                            |
| Isla de Man              | - Ferrocarril de Groudle Glen (en funcionamiento) - South Barrule quarry, molino de viento con tecnología de ferrocarril por cable (cerrado) | 2 pies (610 mm)                                                               |
| Italia                   | - Ferrocarril Cividale-Tarcetta (desaparecido) - Ferrocarril Montevecchio Sciria-San Gavino Monreale (desaparecido) - Tranvía Porto Empedocle-Lucia (desaparecido) | 600 mm (1' 113/5")                                                            |
| Japón                    | - Ferrocarril Musashino-Mura (ubicado en Musashino-Mura) (en funcionamiento) - Ferrocarril Narita Yume Bokujō (ubicado en Narita Yume Bokuj) (en funcionamiento) - Tren de Trabajos de Control de la Erosión Tateyama Sabō (privado) (operativo) | 2 pies (610 mm)                                                               |
| Laos                     | - Ferrocarril de Vía Estrecha de Don Det - Don Khon (convertido a 1000 mm (3' 32/5") de ancho) (desaparecido) | 600 mm (1' 113/5")                                                            |
| Letonia                  | Artículo principal: Ferrocarriles de vía estrecha en Letonia | 600 mm (1' 113/5")                                                            |
| Lituania                 | - Ferrocarriles militares de la Primera Guerra Mundial (convertido al ancho de 750 mm (2' 51/2") - Ferrocarriles de vía estrecha en Lituania) (estado operativo desconocido) | 600 mm (1' 113/5")                                                            |
| Macedonia                | - Línea Skopje-Ohrid; 167 km (parcialmente convertida al ancho estándar) - Gradsko - Bitola (desaparecido) | 600 mm (1' 113/5")                                                            |
| Madagascar               | - Caña de azúcar, ferrocarriles industriales y militares (desaparecido) | 600 mm (1' 113/5")                                                            |
| Mauricio                 | - Una red de ferrocarriles de caña de azúcar (desaparecido) | 600 mm (1' 113/5")                                                            |
| México                   | - Ferrocarril de Atlamaxac (convertido a 2 pies 6 plg (762 mm) y llamado el Ferrocarril de Zacatlán) - Ferrocarril de Cazadero y San Pablo (desaparecido) - Ferrocarril de Córdoba y Huatusco (desaparecido) - Ferrocarril de Hornos (desaparecido) | 2 pies (610 mm)                                                               |
| México                   | - Ferrocarril de Tacubaya (convertido a medidor estándar) (desaparecido) | 600 mm (1' 113/5")                                                            |
| Montenegro               | - Ferrocarril Podgorica-Plavnica (desaparecido) | 600 mm (1' 113/5")                                                            |
| Marruecos                | Artículo principal: Historia del transporte por ferrocarril en Marruecos | 600 mm (1' 113/5")                                                            |
| Mozambique               | - Corporación del Ferrocarril de Beira (cruza a Zimbabue) (convertido al ancho 3 pies 6 plg (1067 mm)) (en funcionamiento) | 2 pies (610 mm)                                                               |
| Myanmar                  | - Ferrocarril de las Minas de Burma (en funcionamiento) | 2 pies (610 mm)                                                               |
| Namibia                  | - Compañía Minera y Ferroviaria de Otavi (convertido al ancho de 3 pies 6 plg (1067 mm)) (cerrado) - Línea Swakopmund-Windhoek (convertido a ancho 3 pies 6 plg (1067 mm)) (en funcionamiento) | 600 mm (1' 113/5")                                                            |
| Nauru                    | - Transporte por ferrocarril en Nauru (convertido al ancho de 3 pies (914 mm)) (en funcionamiento) | 2 pies (610 mm)                                                               |
| Países Bajos             | - Compañía del Tren de Vapor de Efteling (ubicada en Efteling) (en funcionamiento) | 600 mm (1' 113/5")                                                            |
| Nueva Zelanda            | - Ferrocarril de Blenheim Riverside (en funcionamiento) - Ferrocarril de dos pies de Ferrymead (ubicado en el Ferrymead Heritage Park) (ferrocarril de ancho estándar separado llamado Tranvía de Ferrymead y tren de ancho separado 3 pies 6 plg (1067 mm) llamado Ferrocarril de Ferrymead también presente) (en funcionamiento) | 2 pies (610 mm)                                                               |
| Noruega                  | - Åmdals Verk Gruver; 0.6 km (en funcionamiento) - Gruvemuseet pa Litlabo (en funcionamiento) - Høyanger funicular (en funcionamiento) - Kristiansand Kanonmuseum (en funcionamiento) - Lommedalsbanen; 0.6 km (en funcionamiento) - Sulitjelma Besøksgruve (en funcionamiento) - Stiftelsen Konnerudverket; 0.5 km (en funcionamiento) | 600 mm (1' 113/5")                                                            |
| Palestina                | - Ferrocarril Militar Palestino (líneas de 1050 mm (3' 5,30") también presentes) (desaparecido) | 600 mm (1' 113/5")                                                            |
| Papúa Nueva Guinea       | - Ferrocarriles de Plantación construido durante el período colonial alemán (desaparecido) | 600 mm (1' 113/5")                                                            |
| Pakistán                 | - Ferrocarril Forestal de Changa Manga (en funcionamiento) - Ferrocarril Ligero de Dandot (en funcionamiento) - Ferrocarril de las Minas de Sal de Khewra (en funcionamiento) - Tranvía Gangapur (en funcionamiento) | 2 pies (610 mm)                                                               |
| Polonia                  | Artículo principal: Ferrocarriles de vía estrecha en Polonia | 600 mm (1' 113/5")                                                            |
| Portugal                 | - Convoy de La Playa del Barril (en funcionamiento) - Miniconvoy da Caparica (en funcionamiento) | 600 mm (1' 113/5")                                                            |
| Ruanda                   | - Operación y Desarrollo de Minas (estado operativo desconocido) | 600 mm (1' 113/5")                                                            |
| Somalia                  | - Línea Decauville entre Villabruzzi y la frontera con Somalia-Etiopía (desaparecido) | 600 mm (1' 113/5")                                                            |
| Sudáfrica                | Artículo principal: Ferrocarriles de dos pies de ancho en Sudáfrica | 2 pies (610 mm)                                                               |
| Corea del Sur            | - Tren Forestal EcoLand Resort (ubicado en EcoLand Theme Park) (en funcionamiento) | 2 pies (610 mm)                                                               |
| España                   | - Ferrocarril Turístico del Alt Llobregat - Funicular de Capdella - Funicular de Molinos (privado) (operativo) - Tren Minero de Utrillas | 600 mm (1' 113/5")                                                            |
| Sudán                    | - Ferrocarril Ligero Gezira (en funcionamiento) | 2 pies (610 mm)                                                               |
| Sudán                    | - Ferrocarril Ligero Tokar-Trinkitat (desaparecido) | 600 mm (1' 113/5")                                                            |
| Suecia                   | Artículo principal: Ferrocarriles de vía estrecha en Suecia | 600 mm (1' 113/5")                                                            |
| Suiza                    | - Ferrocarril Yesero de Bärschwil (desaparecido) - Tranvía de Bellavista (desaparecido) - Puschlaver Geisterbahn (en funcionamiento) - Tren Infantil Schinznacher; 3 km (en funcionamiento) | 600 mm (1' 113/5")                                                            |
| Taiwán                   | - Nairobi Express (ubicado en el Leofoo Village Theme Park) (en funcionamiento) | 2 pies (610 mm)                                                               |
| Tanzania                 | - Ferrocarril de la Provincia Sur (desaparecido) | 2 pies (610 mm)                                                               |
| Tailandia                | - Ferrocarril de Siam Park City (cerrado) | 2 pies (610 mm)                                                               |
| Togo                     | - Ferrocarril colonial alemán (desaparecido) | 600 mm (1' 113/5")                                                            |
| Turquía                  | Artículo principal: Ferrocarriles de vía estrecha en Turquía | 600 mm (1' 113/5")                                                            |
| Reino Unido              | Artículo principal: Ferrocarriles de 2 pies y de 600 mm de ancho en el Reino Unido | 2 pies (610 mm); 23 3/4 plg (603 mm); 600 mm (1' 113/5"); 23 1/2 plg (597 mm) |
| Estados Unidos           | Artículo principal: Ferrocarriles de 2 pies de ancho en los Estados Unidos | 2 pies (610 mm)                                                               |
| Zimbabue                 | - Ferrocarril Ligero de Shurugwi Peak (en funcionamiento) | 2 pies (610 mm)                                                               |